# Ca. Nov.
Ca. Nov. er en eksperimentalfilm fra 1995 instrueret af Steen Møller Rasmussen efter manuskript af Kristian Dalgård Larsen.

## Handling
To mænd mødes tilfældigt på Rådhuspladsen; ikke helt tilfældigt, de to kender hinanden, de er billedkunstnerne Kristian Dalgård Larsen og Peter S. Carlsen og lider begge af agorafobi, angst for åbne rum. Normalt ville de ikke drømme om at forcere Rådhuspladsen, men netop nu, i det inferno af træstilladser, afspærringer og gravkøer gør de det altså.